# 外國資產控制辦公室
外國資產控制辦公室（英語：Office of Foreign Assets Control）是美國財政部下屬的一個機構，負責執行對外國個人和組織的經濟和貿易制裁，制裁對象包括恐怖份子、暴政官員、國際毒販等，其職責包括管理制裁名單及執行相關的制裁措施。該美國政府機關成立於1950年12月，前身是1940年設立的外国资金管制办公室（Foreign Funds Control，簡稱FFC），當時的主要工作是凍結及保護納粹德國佔領國家的資產。

## 制裁行動
2020年8月7日，美國財政部宣佈，外國資產控制辦公室採取行動制裁11名侵犯人權及損害香港自治的中港官員，被制裁者包括林鄭月娥、鄭若驊、李家超、鄧炳強、盧偉聰、曾國衞、陳國基等人士，並與在中非共和國犯下多起強姦與殺戮罪行的軍閥布·西迪·蘇萊曼被一同列入制裁名單。
2020年12月7日，美國財政部因4名香港立法會議員被取消資格，宣布制裁包括中共中央政治局委員王晨在內的14名全國人大常委會副委員長。